# Fernando Távora
Fernando Luís Cardoso Meneses de Tavares e Távora (Porto, 25 de agosto de 1923 – Matosinhos, 3 de setembro de 2005) foi um arquiteto português estabelecido no Porto, diplomado pela Escola de Belas-Artes do Porto em Arquitetura no ano de 1952.

## Carreira
No âmbito pedagógico, a sua ação foi muito relevante na afirmação do curso de Arquitetura da Escola Superior de Belas Artes do Porto (mais tarde Faculdade de Arquitectura da Universidade do Porto) e no curso de Arquitetura do Departamento de Arquitectura da Faculdade de Ciências e Tecnologia da Universidade de Coimbra (DARQ-FCTUC) — que apoiou a construir no final da década de 1980, em colaboração com Alexandre Alves Costa, Domingos Tavares e Raul Hestnes Ferreira.
Membro da Organização dos Arquitectos Modernos, introduziu, em associação com outros arquitetos (ver também Iniciativas Culturais Arte e Técnica (ICAT)) e a partir do fim dos anos 40, uma reflexão que não tinha precedente em Portugal sobre o corolário social da arquitetura, em oposição às realizações e aos discursos oficiais da época.
Como criador de uma nova lógica de construção, deu transversal ênfase às paisagens originais, utilizando-as como dados culturais que deverão ser integrados no diálogo com a arquitetura.[carece de fontes?]
Álvaro Siza Vieira estagiou no seu ateliê.
Existe um documentário da RTP, com guião de António Silva e realização de Cristina Antunes, que lhe é dedicado.
Hoje existe um prémio de arquitetura com o seu nome — Prémio Fernando Távora.
A 9 de junho de 1993, foi agraciado com o grau de Comendador da Ordem Militar de Sant'Iago da Espada.

## Obras mais notáveis
- 1952-1954 - Bloco de habitação na Avenida do Brasil, Porto
- 1952-1960 - Bairro Social em Ramalde, Porto
- 1953-1959 - Mercado Municipal de Santa Maria da Feira
- 1956-1960 - Pavilhão de ténis e arranjos exteriores na Quinta da Conceição, Matosinhos
- 1957-1958 - Casa de Férias, em Ofir
- 1957-1961 - Escola Primária do Cedro, em Vila Nova de Gaia
- 1963-1967 - Plano para a zona central e Edifício Municipal, em Aveiro
- 1961-1971 - Convento das Irmãs Franciscanas de Calais, Gondomar
- 1969-1972 - Edifício da Assembleia de Guimarães, em Guimarães
- 1973-1976 - Casa da Covilhã, Guimarães
- 1975-1984 - Restauro e adaptação do Convento de Santa Marinha a Pousada, Guimarães
- 1980 - Plano geral de Urbanização de Guimarães
- 1984-1987 - Recuperação da Casa da Breia do Dr. Vítor Branco, Vermoim (Vila Nova de Famalicão)
- 1985-1987 - Restauro da Casa da Rua Nova, Guimarães
- 1987 - Reabilitação urbana do centro histórico de Guimarães (Praça do Município, Praça de Santiago, Largo de João Franco, Largo Condessa de Juncal)
- 1987-1993 - Restauro e adaptação do Mosteiro de Refóios do Lima a Escola Superior Agrária, Ponte de Lima
- 1988-1993 - Secção da PSP, Guimarães
- 1989-1990 - Casa de férias Quinta da Cavada em Briteiros, Guimarães[4]
- 1989-Anfiteatro e anexos do Instituto Politécnico de Viana do Castelo
- 1991-2000 - Departamento de Engenharia Civil da Universidade de Coimbra
- 1992-2001 - Remodelação e ampliação do Museu Nacional de Soares dos Reis, Porto
- 1994-2000 - Anfiteatro da Faculdade de Direito da Universidade de Coimbra
- 1994-1999 - Ampliação da Assembleia da República, com Siza Vieira, Lisboa
- 1995-2003 - Restauro e adaptação do Palácio do Freixo a Pousada, Porto
- 1995-2003 - Casa dos 24, Porto
- 1999-2009 - Museu Municipal de Penafiel (terminado por seu filho José Bernardo Távora)